# Caxinas

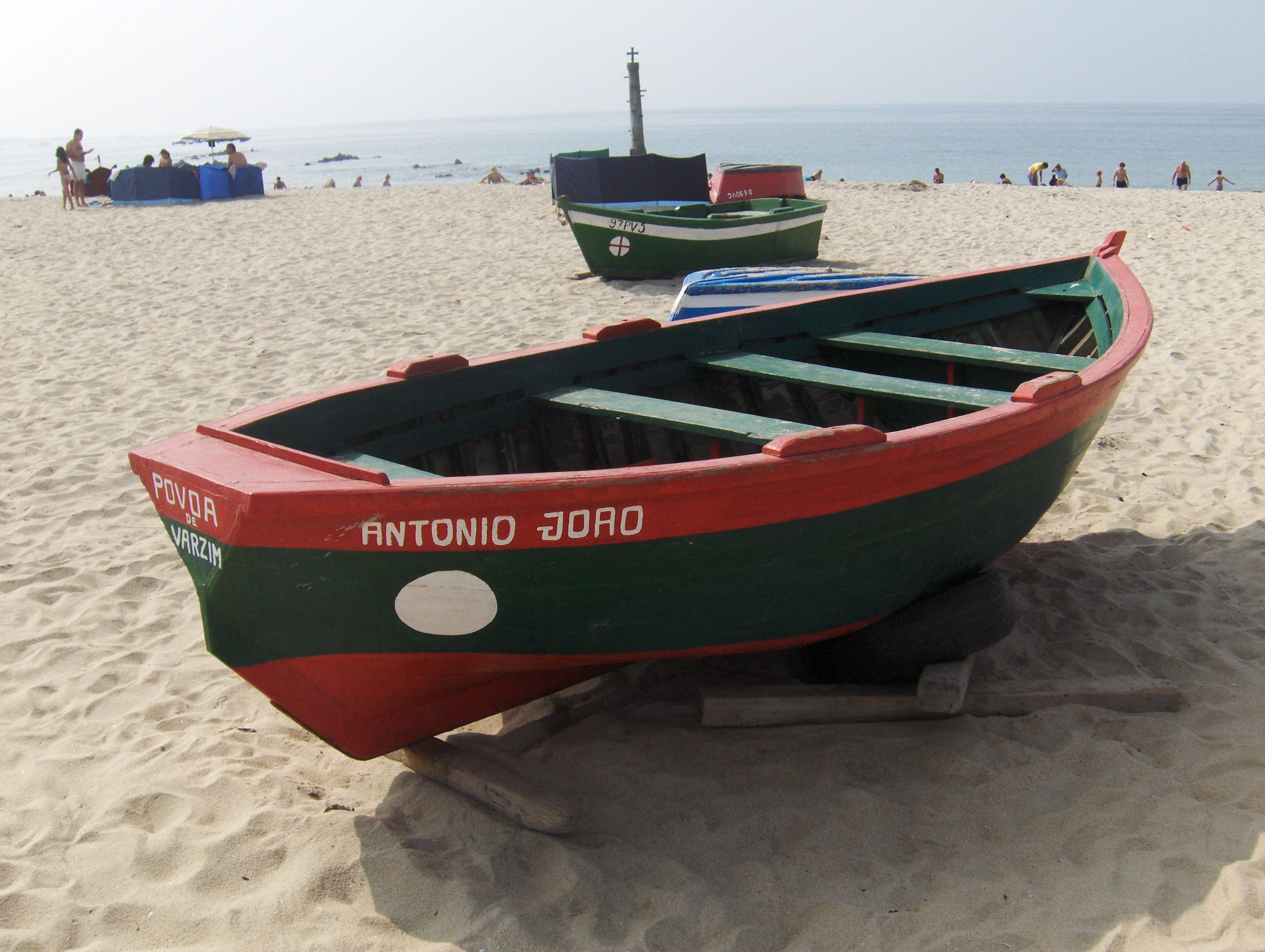

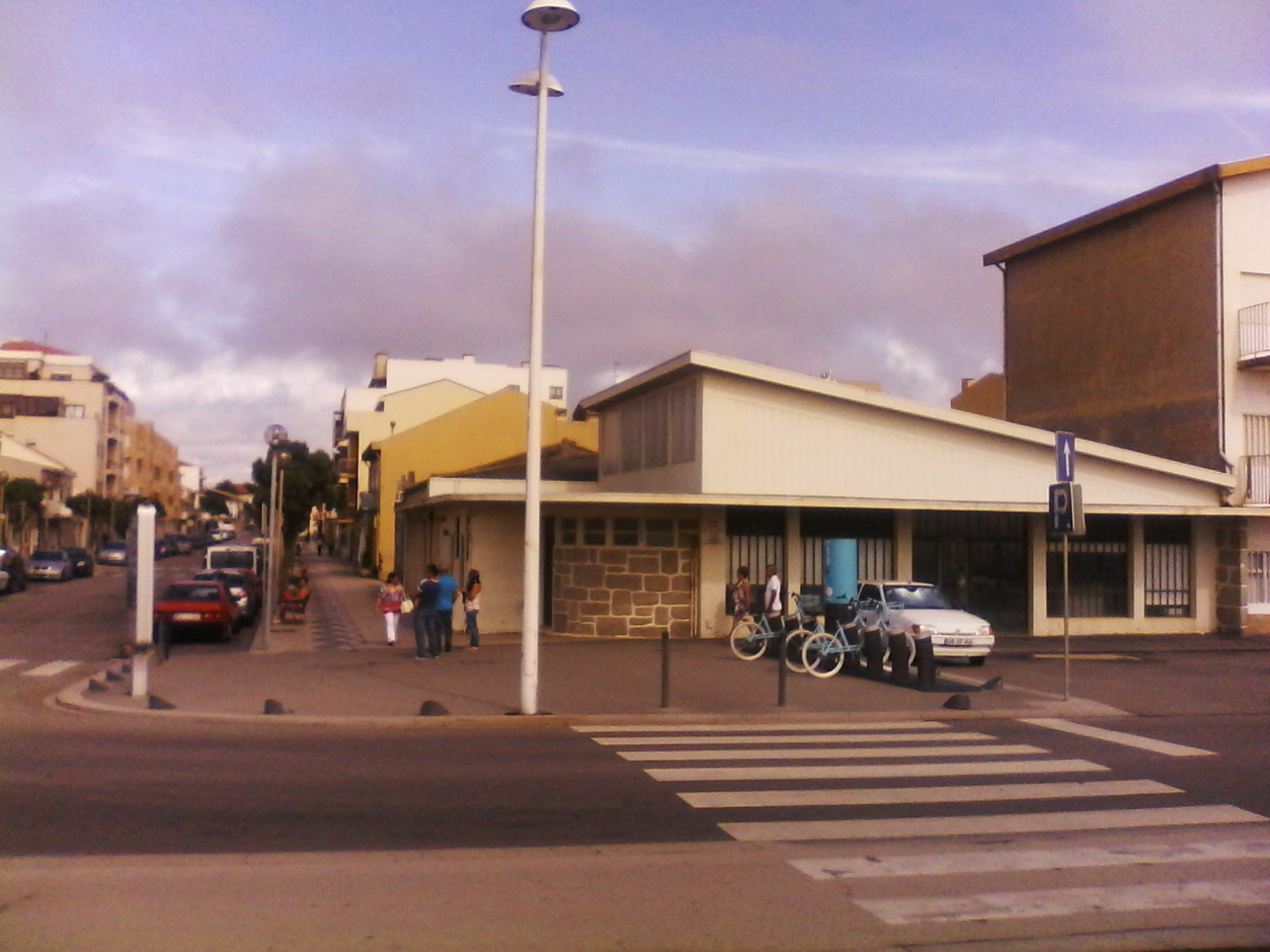

As 'Caxinas' são uma zona piscatória, que faz parte de Vila Do Conde. Núcleo piscatório, carregado de tradições, têm um médio areal.
As primeiras populações fixaram-se no seu território entre quatro a seis mil anos atrás. Por volta de 900 a.C., a instabilidade na região levou à fundação de uma Vila, Vila do Farol que desenvolveu rotas de comércio marítimo com as civilizações da antiguidade clássica. Caxinas moderna emergiu depois da conquista da cidade pela República Romana por volta de 138 a.C., a pesca e unidades de processamento de peixe desenvolveram-se pouco depois, constituindo as bases da economia local. A importância das Caxinas reemergiu com a Época dos Descobrimentos devido à competência e riqueza dos seus construtores navais e navegantes, que negociavam à volta do mundo em rotas comerciais complexas. Pelo século XVII, a indústria de transformação de pescado tomou novo alento e, algum tempo mais tarde, a caxinas tornou-se no porto pesqueiro dominante no Norte de Portugal.

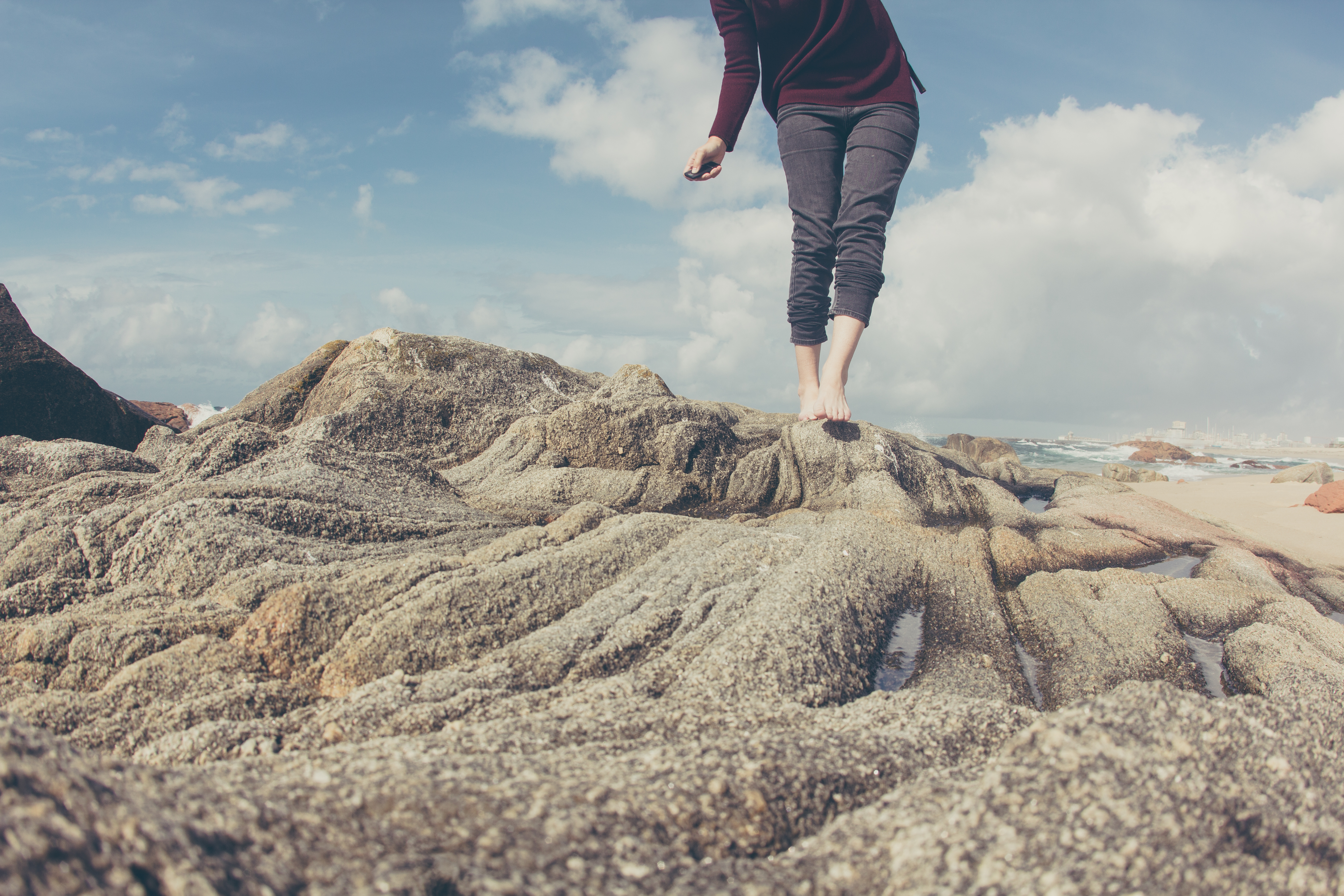

A cidade das Caxinas é uma reconhecida praia balnear desde há três séculos. É uma das poucas zonas de jogo legal em Portugal e possui indústrias têxtil e alimentar significativas. A cidade mantém uma identidade cultural própria, uma cozinha piscatória rica e tradições antigas.

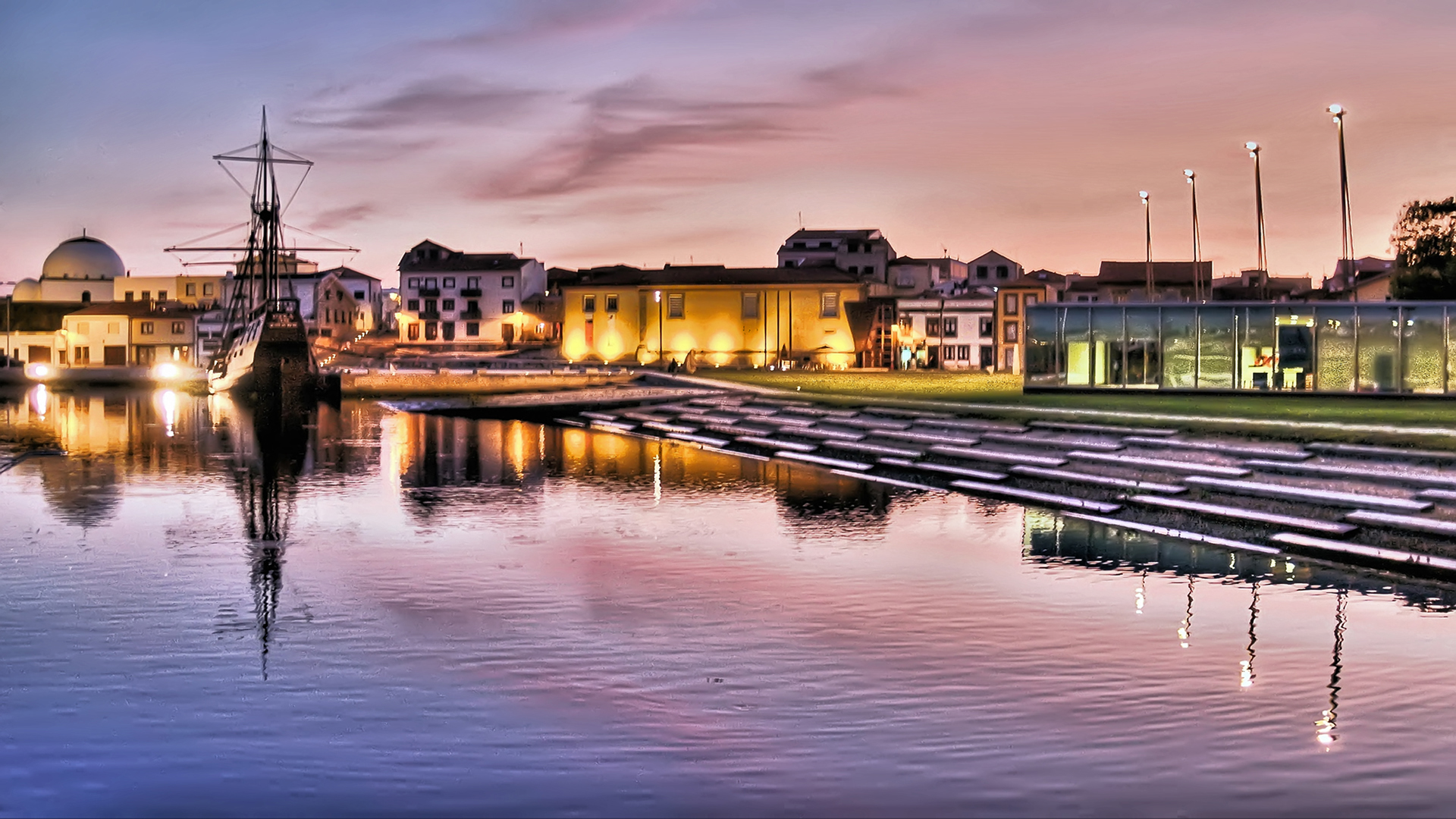

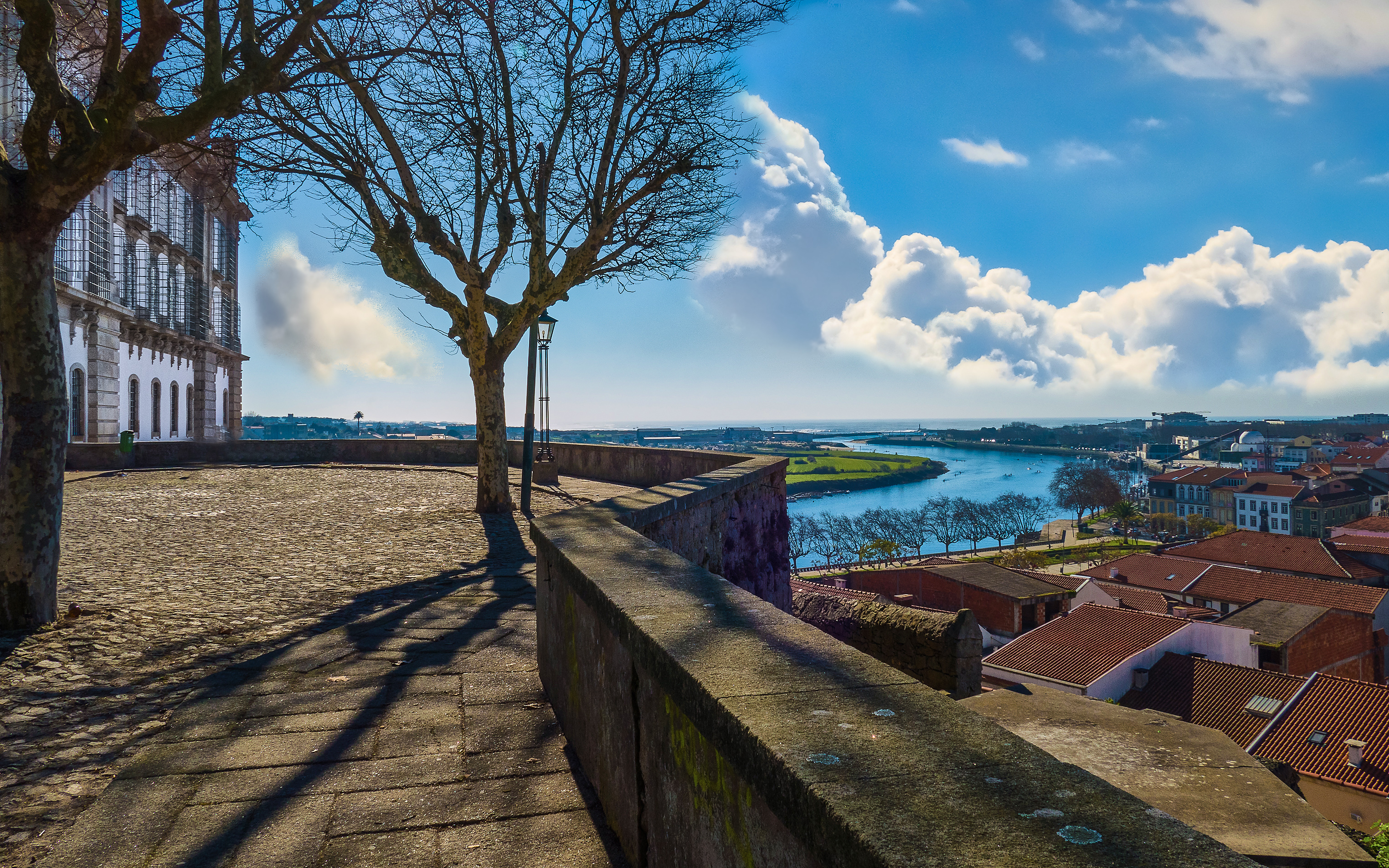

## Demografia
Em conjunto com Poça da Barca, lugar vizinho com a mesma identidade, Caxinas predominam entre a população as actividades ligadas à pesca quer directamente na actividade piscatória quer nas indústrias derivadas (conserveira e congelados). No entanto, isso tem vindo a mudar, pois há já uma boa parte da população dedicada a outras áreas.
Uma parte muito significativa da população das Caxinas é composta por pescadores originários de Vila Do Conde e Póvoa de Varzim que se fixaram, inicialmente, em Poça da Barca e que se cresceram para o lugar das Caxinas na segunda metade do século XIX, e em especial no século XX, e eram maioritariamente pescadores pobres. Até recentemente, o lugar era constituído por dunas e pequenos campos agrícolas e a sua única via asfaltada era apenas para a Póvoa.
Actualmente, é uma zona bastante desenvolvida, não havendo distinção com as zonas envolventes, entre elas o restante da freguesia de Vila Do Conde. É servida por uma rede de transportes locais, mas também por uma rede mais alargada, figurando diversas linhas de autocarro e a linha B do metro do Porto.

## Elevação a freguesia
Dadas as diferenças significativas, de movimento demográfico e cultural, com o centro da cidade, existe há muito a ideia da criação de uma freguesia para as Caxinas e Poça da Barca, surgindo movimentos com esse propósito. Em 2005, a CDU de Vila do Conde propôs a criação da freguesia. Em 2009, o partido comprometeu-se a relançar a ideia. Durante uma visita de Francisco Louçã, uma comissão de utentes entregou-lhe a "Proposta de elevação das Localidades de Caxinas/Poça de Barca a freguesia", para obter também o apoio do Bloco de Esquerda. Apesar disso, popularmente, o lugar já é visto como freguesia.

## Paróquia
O lugar é famoso pela chamada Igreja do Barco, Igreja Paroquial das Caxinas e Poça da Barca, devido à forma em barco.  O nome oficial do templo é Igreja Paroquial do Nosso Senhor dos Navegantes, sendo a demonstração da grande fé e religiosidade dos caxineiros.
A paróquia foi fundada em 1944 por desanexação da paróquia de Vila do Conde. A paróquia das Caxinas é uma das maiores paróquias da zona norte sendo que os lugares de Poça da Barca, Portas Fronhas, Casal do Monte, Alto de Pêga e Regufe (São Brás) pertencem à dita paróquia.

## Personalidades célebres
- Hélder Postiga
- Paulinho Santos
- Valter Hugo Mãe
- Pedro Lopes
- Fábio Coentrão
- André Filipe Alves Monteiro
- Bruno Alves
- Henrique Augusto Dias de Carvalho